# Иполито I д’Есте
Вижте пояснителната страница за други личности с името Иполито д’Есте.
Иполито I д’Есте (на италиански: Ippolito I d’Este, на унгарски: Estei Hippolit; * 20 март 1479, Ферара; † 3 септември 1520, пак там) от Дом Есте, познат като Кардинал Есте и Кардиналът от Ферара (Cardinale d'Este, il Cardinale di Ferrara), е италиански римокатолически кардинал (от 1493), архиепископ на Естергом (Гран) в Унгария (1487 – 1497), архиепископ на Милано (1497 – 1520), администратор (архиепископ) на Капуа (1502 – 1520), епископ на Ферара (1503 – 1520) и Модена (1507 – 1520).
Той е известен меценат и покровител на Лудовико Ариосто, който му посвещава поемата си „Бесният Орландо“ (1516). 

## Произход
Той е третият син на Ерколе I д’Есте (* 1431, † 1505), херцог на Ферара, Модена и Реджо, и на първата му съпруга Елеонора Арагонска (* 1450, † 1493), дъщеря на краля на Неапол Фердинанд I. Има трима братя и две сестри:
- Изабела (* 1474; † 1539), маркграфиня на Мантуа като съпруга на Франческо II Гонзага. Тя е една от най-влиятелните личности на Ренесанса, укрепва връзките между родовете Есте и Гонзага.
- Беатриче (* 1475; † 1497), херцогиня на Милано и на Бари като съпруга наЛудовико Мария Сфорца „Мавъра“ (27 юли 1451, † 27 май 1508, херцог на Милано. Значимо лице на италианската политика от края на XV век, укрепва връзките между Есте и Сфорца.
- Алфонсо (* 1476; † 1534), 3-ти херцог на Ферара, съпруг на Анна Мария Сфорца и на Лукреция Борджия.
- Феранте (* 1477; † 1540), прави заговор срещу брат си Алфонсо, за да получи херцогството, арестуван е и е затворен в замъка на Есте до смъртта си.
- Сиджизмондо (* 1480, † 1524), придворен
- Алберто (* 1481, † 1482)

Има и един или двама полубратя и една полусестра от извънбрачни връзки на баща си.

## Биография

### Ранни години и престой в Унгария
Като трети син на херцог Ерколе I Иполито незабавно е посветен в църковната кариера. Възползвайки се от семейните си връзки и знания, през 1485 г., на 6-годишна възраст той вече отговаря за абатство. Благодарение на застъпничеството на леля си Беатрис Арагонска, съпруга на Матяш Корвин, крал на Унгария, през 1487 г., на 8-годишна възраст, той е назначен за архиепископ на Естергом и следователно за примас на Унгария. Папа Инокентий VIII не иска да потвърди неговото свещенство, докато не навърши осемнадесет години, така че поставя Белтрамо Костабиле, духовник от Ферара, до него в администрацията. 
Иполито учи 7 години в двора на унгарския крал. След смъртта му (1490 г.) той все по-често се връща в Италия. По повод на едно от тези пътувания, по настояване на херцога на Ферара, той е назначен за кардинал дякон в консисторията на 20 септември 1493 г. от папа Александър VI.

### Църковна кариера
През 1496 г., притиснат от чумата, Иполито се завръща за постоянно в Италия, също благодарение на размяната на Епископство Агрия (която не предвижда задължително пребиваване), разрешена от папата. Към тази църковна титла той добавя гражданската служба на жупан от унгарския окръг Хевеш. На 18 септември 1497 г. папа Александър VI го провъзгласява за архиепископ на Милано, чието седалище той взема на 6 март 1498 г. Икономическата мощ на семейството е документирана и от данъците, платени през 1500 г. от кардинала, който е петият по богатство в Римската курия. Влиянието му нараства през 1501 г. по повод брака между брат му Алфонсо I и Лукреция Борджия: този брак му печели назначението за архиерей на Свети Петър през септември същата година. В допълнение към тези почести, както е обичайно в Католическата църква преди настъпването на Реформацията и дисциплинарните диктати на Трентския събор, Иполито, поради благородническия си произход, също има на титулярно ниво други епископства: тези на Ферара, Модена, Капуа, които държи до смъртта си, както и доходи от безброй абатства.
На следващата година отношенията му с папата се влошават поради профренската политика на баща му Ерколе I. След като Борджия умира, неговият наследник Пий III го назначава за апостолически администратор на Ферара, но с идването на папа Юлий II отношенията с папата стават отново напрегнати. Поради политически конфликти с папата през 1507 г. Иполито напуска курията, но на следващата година самият папа трябва да го поздрави за управлението на заговора на Бентивольо. По време на войната между папата и Венеция срещу фамилията Есте той се държи добре, подкрепяйки брат си Алфонсо I. На 22 декември 1509 г., ръководейки известната ферарска артилерия, той потопява флота на Венецианската република в По в битката при Полезела и блокира настъплението на армиите на Венецианската република, дошли да застрашат самата Ферара, след като отново завладява Полезине на Ровиго. На 27 юли следващата година папата го призовава обратно в Рим, но чувствайки се несигурен в Италия, Иполито намира убежище в Унгария. На 16 май 1511 г. той е един от кардиналите, които подписват призовката да се явят за папата на събора в Пиза (схизматик), но през октомври, по предложение на брат си, той напуска схизматичните позиции и е упълномощен от папата да се върне във Ферара.

### Покровител и конфликт с Лудовико Ариосто
Името на Иполито д'Есте е свързано с това на поета от Ферара Лудовико Ариосто, който постъпва на служба при кардинала през 1503 г., за да посрещне семейни нужди. Отношенията им, както съобщава Ариосто, вероятно не са били отлични, тъй като той поетът получава ниско заплащане и преди всичко трябва да стои далеч от своята Ферара, за да следва посолствата на кардинала. Причината за разрива между двамата мъже настъпва, когато през август 1517 г. Иполито възнамерява да пътува до епископската си катедра в Егер. Ариосто отказва, позовавайки се на здравословни и семейни причини и, изправен пред тези извинения, кардиналът го заплашва, че ще го лиши от всички предимства и доходи, които преди това му е предоставил. Ариосто написва сатира за това събитие, адресирана до двамата мъже – брат му Алесандро и Лудовико да Баньо, които са отишли с Иполито в Егер, подчертавайки както тежките условия на живот на служителя, така и свободата му като човешко същество пред изнудването на кардинала.

### Конфликт с Джулио д’Есте
Еудженио Казани, в своите епископи и архиепископи на Милано, припомня буйния и светски темперамент на този принц на Църквата, със сигурност наследен от баща му Ерколе, за разлика от братята му Алфонсо и Беатриче. Той напр. е в конфликт с полубрат си Джулио. И двамата се оказват ухажори на придворната дама и братовчедка на Лукреция Борджия, Анджела Борджия, която обаче предпочита Джулио. Развратният кардинал Иполито разчита на своята изтънченост, за да завладява красивите жени, и не може да търпи провал. Така че когато Анджела заявява, че само очите на Джулио струват повече от цялата му личност, той дава воля на бесен гняв. На 3 ноември 1505 г., докато Джулио се връща от пътуване до двореца в Белригардо, е заобиколен от слугите на Иполито, който им нарежда да го убият и да му извадят очите. Нападението успява отчасти и Джулио губи само частично зрението си. Херцогът побързва да изпрати смекчена версия на събитието до другите италиански дворове и оставя Иполито ненаказан. През декември същата година Алфонсо I кара братята да се помирят на официална церемония, в която участва самият той и помирителят Николо да Кореджо, негов съветник.

### Последни години и смърт
През 1513 г., поради лоши отношения с папата, той се завръща в Унгария, но два месеца по-късно, без да участва в конклава, с избирането на папа Лъв X На 22 април 1514 г. кардиналът и неговите роднини са опростени от всички порицания, които са си нанесли заради участието си във войните в Италия. След четиригодишно прекъсване, след смъртта на Уласло II от Бохемия, страхувайки се да не загуби архиепископската катедра на Агрия, Иполито се завръща в Унгария за последен път. На 29 януари 1518 г. той е упълномощен от папата да приема църкви и имоти от брат си за себе си и за своите наследници и приемници. На 20 май 1519 г. оставя архиепископията на Милано в полза на своя племенник Иполито II д'Есте в жалко състояние. Постоянното отсъствие на кардинала и липсата на полезни указания относно духовността на вярващите и подготовката на духовенството, съчетано с опустошението от войната между французите и Сфорца от друга страна, хвърлят тъмна сянка върху действията на първия кардинал Есте в Милано.
Умира в своя град на 41 г. по време на последното си завръщане в Италия на 3 септември 1520 г. Погребан е в катедралата на Ферара. През 1607 г. останките му са преместени в подножието на гробницата на папа Урбан III, заедно с тези на кардинал Джовани Салвиати, и поставени в мраморна урна.

## Потомство
От метресата си Далида де Пути има две извънбрачни деца:
- Лудовико д'Есте, узаконен 1551 от пфалцграф Антонио Кампеги от Болоня;
- Елизабета д’Есте, ∞ за Джиберто II Пио ди Савоя, владетел на Сасуоло.

Между 1502 и 1503 г. негова метреса е братовчедка му Санча Арагонска.

## В масовата култура
- В минисериала от 1981 г. Борджиите се играе от Брайън Кобърн
- Във филма Le grande dame di casa d'Este от 2004 г. на Диего Ронсисвал се играе от Масимилиано Ди Грация
- Във филма E laughendo l'uccise от 2005 г. на Флорестано Ванчини се играе от Винченцо Бочарели
- Във френския телевизионен сериал от 2011-2014 г. Борджиите се играе от Марк Пикеринг.